# Seuthesplus
Seuthesplus is een geslacht van hooiwagens uit de familie Assamiidae.
De wetenschappelijke naam Seuthesplus is voor het eerst geldig gepubliceerd door Roewer in 1935. 

## Soorten
Seuthesplus omvat de volgende 2 soorten:
- Seuthesplus nigeriensis
- Seuthesplus perarmatus